# يوجي شيمادا
يوجي شيمادا (باليابانية: 島田裕二؛ بالكانا: しまだ ゆうじ) هو مصارع محترف وحكم ياباني، ولد في 24 نوفمبر 1966 في فوكوياما في اليابان.

## وصلات خارجية
- يوجي شيمادا على موقع IMDb (الإنجليزية)